# Herbert Worch (Politiker)
Herbert Worch (* 13. Oktober 1918 in Leipzig) war ein deutscher Politiker und Funktionär der DDR-Blockpartei Demokratische Bauernpartei Deutschlands (DBD).

## Leben
Herbert Worch war der Sohn eines Gärtners und erlernte nach dem Volksschulbesuch und dem Besuch der Fachschule für Gartenbau den Beruf eines Gärtners. 1938 wurde er zum Reichsarbeitsdienst (RAD) und danach zur Wehrmacht eingezogen. Nach dem Zweiten Weltkrieg machte er sich als Gärtner in Holzhausen bei Leipzig selbständig.
Von 1954 bis 1958 gehörte er als Mitglied der DBD-Fraktion der Volkskammer der DDR an.